# Heinz Lenssen
Heinz Lenssen (* 15. November 1944) ist ein ehemaliger deutscher Fußballspieler. Der Mittelfeldspieler hat bei Fortuna Düsseldorf in der Saison 1971/72 ein Ligaspiel in der Fußball-Bundesliga absolviert.

## Werdegang
Lenssen wechselte 1971 vom Rheydter SV aus der Verbandsliga Niederrhein zum Bundesligaaufsteiger Fortuna Düsseldorf. Zusätzlich nahm die Fortuna noch die Spieler Herbert Gronen, Klaus Senger, Hans Schulz, Kurt Büns und Leonhard Helmreich unter Vertrag. Bei Düsseldorf war der 1,76 m große Lenssen Ergänzungsspieler und kam im Saisonverlauf lediglich zu einem Einsatz in der Liga. Am 9. Spieltag wurde er von Trainer Heinz Lucas bei der 1:3-Heimniederlage am 2. Oktober 1971 gegen Werder Bremen in der 70. Spielminute für Klaus Budde beim Spielstand von 0:3 eingewechselt. Er bildete in den letzten 20 Minuten mit Fred Hesse und Hans Schulz hinter den Angreifern Hilmar Hoffer, Reiner Geye und Dieter Herzog das Mittelfeld des Aufsteigers. Im weiteren Rundenverlauf kam er bei der Fortuna nicht mehr zum Einsatz.
Nach einem Jahr bei Düsseldorf wurde der Vertrag aufgelöst und Lenssen kehrte durch seinen Wechsel zur Saison 1972/73 zum VfR Neuss, wieder in die Verbandsliga Niederrhein zurück.